# Pararge amata
Pararge amata är en fjärilsart som beskrevs av Felix Bryk 1951. Pararge amata ingår i släktet Pararge och familjen praktfjärilar. Inga underarter finns listade i Catalogue of Life.